# Радноти, Миклош
Ми́клош Ра́дноти (венг. Radnóti Miklós, имя при рождении: Миклош Гла́ттер (венг. Glatter Miklós); 5 мая 1909, Будапешт, Австро-Венгрия — 10 ноября 1944, около селения Абда, западная Венгрия) — венгерский поэт, один из крупнейших лириков XX века, переводчик.

## Биография
Родился в обеспеченной еврейской семье. Мать, Илона Гросс, и брат-близнец умерли при его родах. В 12 лет Миклош потерял отца Якоба Глаттера, воспитывался родственниками. Закончив в 1927 году школу, провёл один год в текстильном училище в Либереце в Чехословакии.
В 1930-1934 годах учился на филологическом факультете Сегедского университета им. Ференца Йожефа на специальности «венгерский и французский языки». В 1935 и 1938 годах дважды с месячными визитами посещал Париж. В середине 1930-х годах сблизился с социалистическими силами, глубоко переживал события Гражданской войны в Испании, гибель Федерико Гарсиа Лорки, на которую откликнулся стихами.
В 1936 году стал сотрудником коммунистического журнала «Гондолат» («Gondolat»), сотрудничал с журналом «Нюгат» (был близок левому крылу журнала).
С начала Второй мировой войны неоднократно был мобилизован на принудительные работы (в июне 1940 и июне 1942 годов). Вернулся в Будапешт в апреле 1943 года после ходатайства, направленного министру обороны Эндре Байчи-Жилински и подписанного многими представителями венгерской интеллигенции, общественными деятелями и несколькими аристократами.
В мае 1943 года Радноти перешёл в католицизм, вместе с супругой Фанни Дярмати крестившись в базилике святого Иштвана в Будапеште.
В 1944 году после оккупации Венгрии немецкими войсками в ходе операции «Маргарита» пронацистским правительством Дёме Стояи была начата кампания по отправке полумиллиона венгерских евреев в лагеря смерти. Радноти был депортирован 2 июня 1944 года на территорию Югославии в трудовой лагерь на медный рудник близ сербского городка Бор. При наступлении советских войск и партизан Тито 3200 интернированных гитлеровцами евреев были пешим маршем отправлены через территорию Югославии и Венгрии в Хайденау, один из концентрационных лагерей в системе Флоссельбургского лагеря. По дороге Радноти был зверски избит конвоиром, а затем застрелен и похоронен в общей могиле близ населённого пункта Абда в северной Венгрии. Через полтора года при эксгумации его тело было опознано по записной книжке со стихами последних месяцев жизни. Останки были перезахоронены в Будапеште на кладбище Керепеши.

## Творчество
Первые стихи Радноти опубликованы в 1924 году. В 1928 году поэт совместно с друзьями издал два номера собственного литературного журнала, в котором напечатал два своих произведения — «Крик чайки» (Sirálysikoly) и «Поэзия бедности и ненависти» (Szegénység és gyűlölet verse). В изданной в следующем году антологии уже насчитывалось двенадцать стихов Радноти. Стихи сборника «Приветствие язычника» (1930) были проникнуты протестом против мира насилия и лжи. Тираж следующего сборника «Песнь новых пастухов» (1931) был конфискован за антицерковное содержание. Сборники «Выздоравливающий ветер» (1933) и «Новолуние» (1935) отражали антифашистскую, интернациональную направленность творчества поэта.
С середины 1930-х гг. поэзия Радноти приобретает трагизм, обусловленный прежде всего историческими событиями эпохи. Таков сборник «Крутая дорога» (1938).
Подготовка следующей книги стихов «Небо пенится» была осложнена трагическими событиями в жизни Радноти: начиная с 1940 года поэт практически постоянно находился на принудительных работах, а впоследствии — в концентрационном лагере в Сербии. Она осталась незавершённой.
Сборник «Небо пенится» был опубликован в 1946 году под редакцией вдовы поэта, в книгу наряду с изначальной подборкой были включены стихи из «Борского блокнота».

## Список произведений
- Pogány köszönto / «Языческая здравица» (1930)
- Újmódi pásztorok éneke/ «Песни новых пастухов» (1931, конфискована церковной цензурой, автор подвергнут недельному тюремному заключению)
- Lábadozó szél/ «Поднимающийся ветер» (1933)
- Újhold/ «Новолуние» (1935)
- Járkálj csak, halálraítélt!/ А ты ходи, приговоренный к смерти! (1937, премия Ф. Ф. Баумгартена)
- Meredek út/ «Крутая дорога» (1938)
- Ikrek hava/ «Под знаком Близнецов» (1940, автобиографическая проза)
- Naptár/ «Календарь» (1942)
- Karunga, a holtak ura/ «Карунга, повелитель мертвецов» (1944, переводы негритянских народных сказок)

Радноти переводил стихи Вергилия, Жана Лафонтена, Рембо, Малларме, Аполлинера, Поля Элюара, Блеза Сандрара, переводы изданы в кн.: Orpheus nyomában/ «Вслед за Орфеем» (1942).

## Издания и публикации на русском языке
- Стихи разных лет. Предисловие Антала Гидаша // Новый мир, 1968, № 2.
- Стихи. — М.: Художественная литература, 1968.
- Избранное. / Редактор-составитель Е. Малыхина. — Будапешт: Корвина, 1985.
- Крутая дорога. Составление и предисловие Е. Малыхина. - М.: Художественная литература, 1988.
- А. Шрайбер. «Миклош Радноти. Разгледницы» // Точка зрения. 23.05.2022.
- Радноти М. - Стихи - (исп.: Игорь Кваша), (зап.: 1984 г.)